# Margarita Delgado Tejero
Margarita Delgado Tejero (Madrid, 1963) es una economista y funcionaria española que ejerció como subgobernadora del Banco de España entre 2018 y 2024, así como gobernadora en funciones de la institución desde junio de 2024 hasta septiembre de 2024. Fue la primera mujer en ocupar dicho cargo en la historia de la institución.

## Biografía
Margarita Delgado se licenció en Ciencias Económicas y Empresariales en la Universidad Complutense de Madrid en 1986. Ingresó en el Banco de España en 1989 como técnico de supervisión y aprobó la oposición de inspector de entidades de crédito en 1991. Entre 1993 fue jefa de equipos así como responsable de inspecciones in situ. Delgado fue nombrada directora de Inspección I del Banco de España, responsable de la supervisión de las antiguas cajas de ahorros, en abril de 2013. Desde febrero de 2014, Delgado ha ocupado el cargo de directora general adjunta del Mecanismo Único de Supervisión (MUS). En este organismo ha formado parte de la Dirección General Microprudencial Supervisión I.
Su nombre apareció por primera vez como futurible para el cargo de gobernador en enero de 2018, y también para subgobernadora. Inicialmente mostró su preferencia por seguir con su carrera en el BCE. Delgado fue propuesta en el cargo de subgobernador, junto con Pablo Hernández de Cos como gobernador, por Mariano Rajoy el 29 de mayo de 2018.

### Subgobernadora del Banco de España
El 31 de julio de 2018 se supo su nombramiento como nueva subgobernadora del organismo y asumió el cargo el 11 de septiembre de 2018, en sustitución de Javier Alonso Ruiz-Ojeda, que presentó su renuncia.
Por su condición de subgobernadora, es consejera nata en la Comisión Nacional del Mercado de Valores (CNMV), presidenta de la comisión gestora del Fondo de Garantía de Depósitos, vicepresidente de la comisión rectora del Fondo de Reestructuración Ordenada Bancaria y, por último, miembro del consejo de supervisión del Mecanismo Único de Supervisión del Banco Central Europeo.
El 11 de junio de 2024, tras el cese sin reemplazo del gobernador Hernández de Cos, Delgado asumió interinamente el cargo de gobernadora del Banco de España, ocupando ese cargo hasta el 6 de septiembre, cuando asumió el nuevo gobernador, José Luis Escrivá. Finalizó su mandato como subgobernadora el 11 de septiembre, siendo sustituida en el cargo por Soledad Núñez Ramos.